# Coelognathus
A Coelognathus a hüllők (Reptilia) osztályának pikkelyes hüllők (Squamata) rendjébe, ezen belül a siklófélék (Colubridae) családjába tartozó nem.

## Rendszerezésük
A nemet Leopold Fitzinger osztrák zoológus írta le 1826-ban,  az alábbi 7 faj tartozik ide:
- Coelognathus enganensis (Vinciguerra, 1892)
- Coelognathus erythrurus (A. M. C. Duméril, Bibron & A. H. A. Duméril, 1854)
- Coelognathus flavolineatus (Schlegel, 1837)
- Coelognathus helena (Daudin, 1803)
- Coelognathus philippinus (Griffin, 1909)
- Coelognathus radiatus (F. Boie, 1827)
- Coelognathus subradiatus (Schlegel, 1837)